# Caronno Varesino
Caronno Varesino là một đô thị ở tỉnh Varese trong vùng Lombardia, có cự ly khoảng 40 km về phía tây bắc của Milan và khoảng 9 km về phía nam của Varese. Tại thời điểm ngày 31 tháng 12 năm 2004, đô thị này có dân số 4.761 người và diện tích là 5,6 km².
Caronno Varesino giáp các đô thị: Albizzate, Carnago, Castiglione Olona, Castronno, Gornate-Olona, Morazzone, Solbiate Arno.